# رفتار گله‌ای

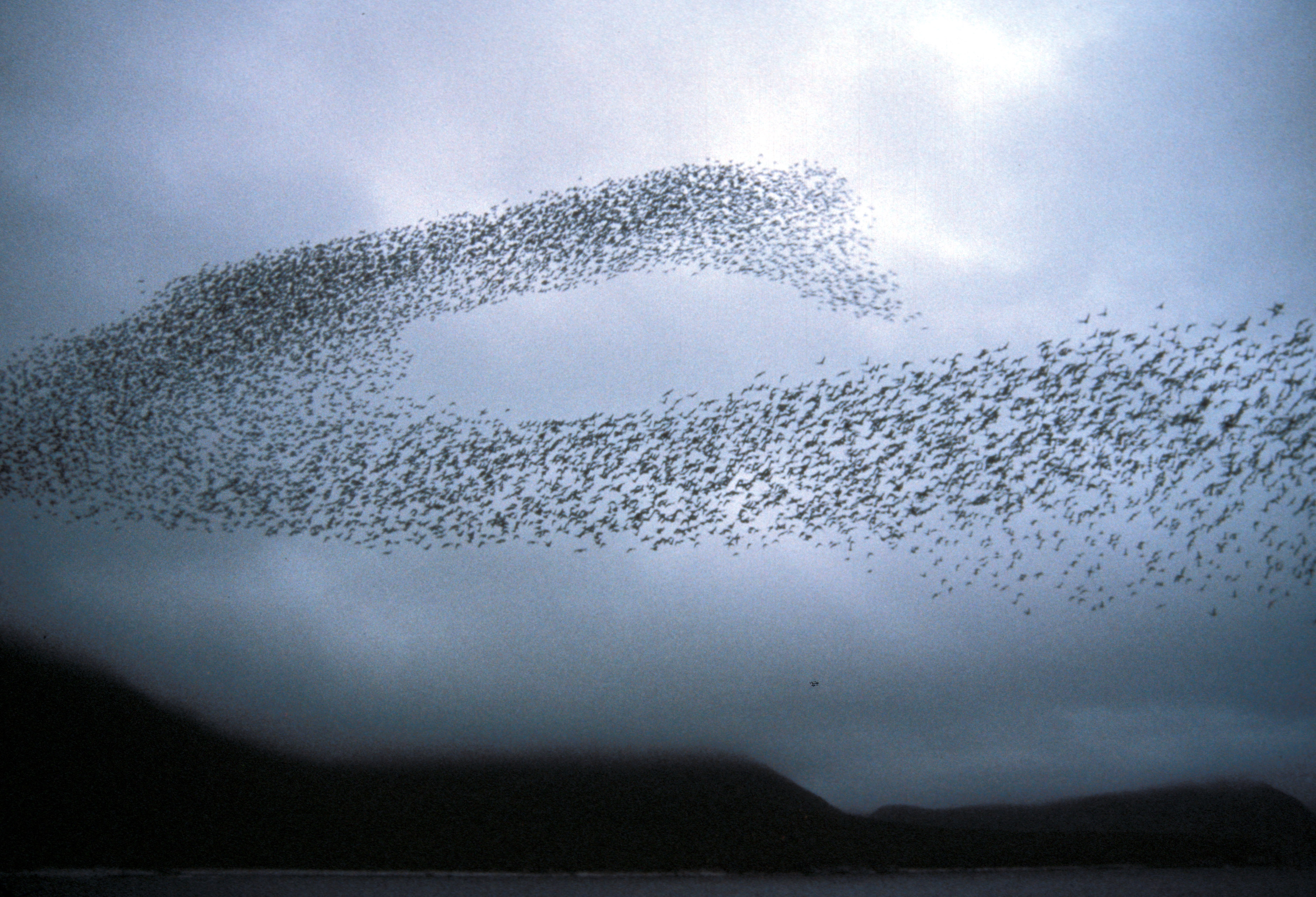
پرواز دسته‌جمعی پرندگان

رفتار گله‌ای (به انگلیسی: Herd behavior)، بیانگر رفتاریست که افراد در یک گروه بدون تفکر و بدون برنامه‌ریزی قبلی انجام می‌دهند و از عملکرد گروه تبعیت می‌کنند، ریشهٔ این اصطلاح مربوط است به رفتاری که حیوانات در گله‌ها، رمه‌ها از خود بروز می‌دهند.

## دلیل رفتار گله‌ای
یکی از دلایل رفتار گله‌ای، پیروی کردن از جمع است. در اقتصاد چنین رفتاری بسیار دیده می‌شود؛ مثلاً اگر افراد متوجه شوند که علاقهٔ خاصی از جانب مردم به خرید یک دارایی خاص وجود دارد، امکان دارد این محبوبیت را به عنوان دلیلی برای پیروی از جمع در نظر بگیرند. غالباً مردم به صورت ناخودآگاه یا خودآگاه از آنچه دیگران انجام می‌دهند پیروی می‌کنند، بازار می‌تواند نمایان‌گر عزم جمعی باشد. حال این رفتار جوامع برای فرضیهٔ بازار کارا (Efficient Market Hypothesis) یک چالش محسوب می‌شود.
دلیل دیگری که برای این رفتار وجود دارد، احترام گذاشتن به حرفه‌ای‌ها است. اگر یک مشاور مسکن به ما پیشنهادی با سود بالا را بدهد، می‌پذیریم؛ ما خودآگاه یا ناخودآگاه فرض می‌کنیم که آنان می‌دانند چه می‌کنند چون از این صنعت پول درمی‌آورند.
و دلیل سوم این است که به حال خود رها نشده و به راحتی همرنگ جماعت شویم. میل به عقب نماندن از بقیه یا از دست ندادن یک چیز، عنصر مؤثر دیگری در روان‌شناسی است. این عنصر می‌تواند مردم را به دنبال کردن احساسات بازار تشویق کند. جان مینارد کینز در کتاب نظریهٔ عمومی در سال ۱۹۳۶ می‌گوید:
خرد دنیوی به شما می‌آموزد که به خاطر حفظ آبرویتان همرنگ جماعت شوید و شکست بخورید تا اینکه بر خلاف جریان آب شنا کنید و موفق شوید.
این نقل قول نشان‌دهندهٔ این مشاهدهٔ کینز است که شکست خوردن به همراه جماعت شما را از انتقادات دور می‌کند. اگر همه یک اشتباه یکسان را مرتکب شوند، برای ارتکاب این اشتباه سرزنش‌تان نمی‌کنند؛ بنابراین، پیروی از جمع شما را در زمین بازی یکسانی با دیگران قرار می‌دهد.